# Calle Quwatli
La Calle Quwatli (en árabe: شارع القوتلي) es la calle principal del centro de Homs una localidad de Siria. La calle es una franja corta, pero amplia de la carretera con una gran rotonda en ambos extremos. El centro de Homs se encuentra a ambos lados de la calle Quwatli, llamada así por el expresidente sirio Shukri al-Quwatli. En su extremo oriental se encuentra la Gran Mezquita de al-Nuri y la Plaza de los Mártires con la antigua torre del reloj, mientras que el nuevo reloj de la torre se encuentra en su extremo occidental. Gran parte de la misma calle está llena de edificios de alojamiento, con hoteles de bajo precio, restaurantes, cafés y otros lugares, así como el museo de la ciudad.